# BRM P83

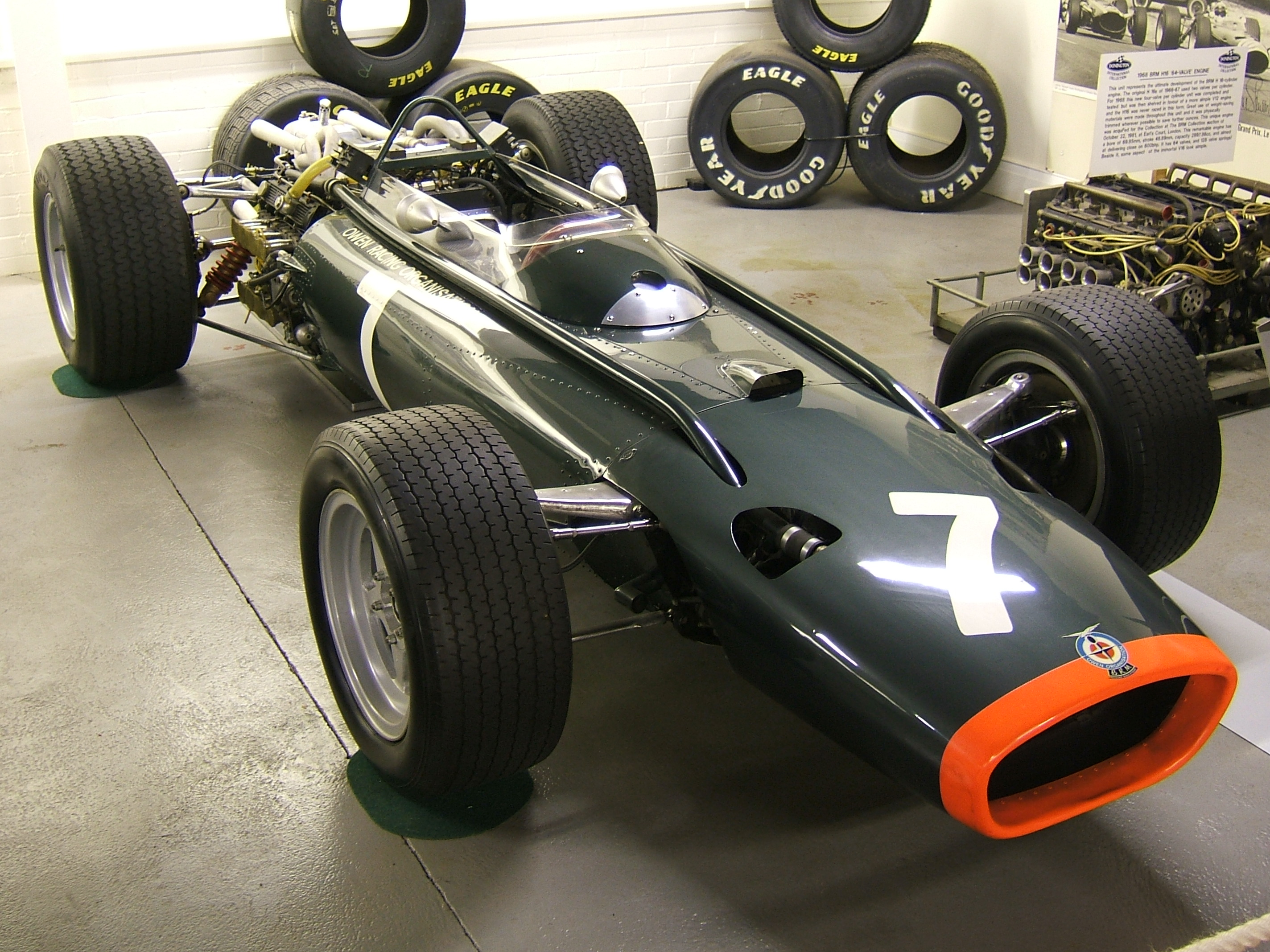
BRM P83

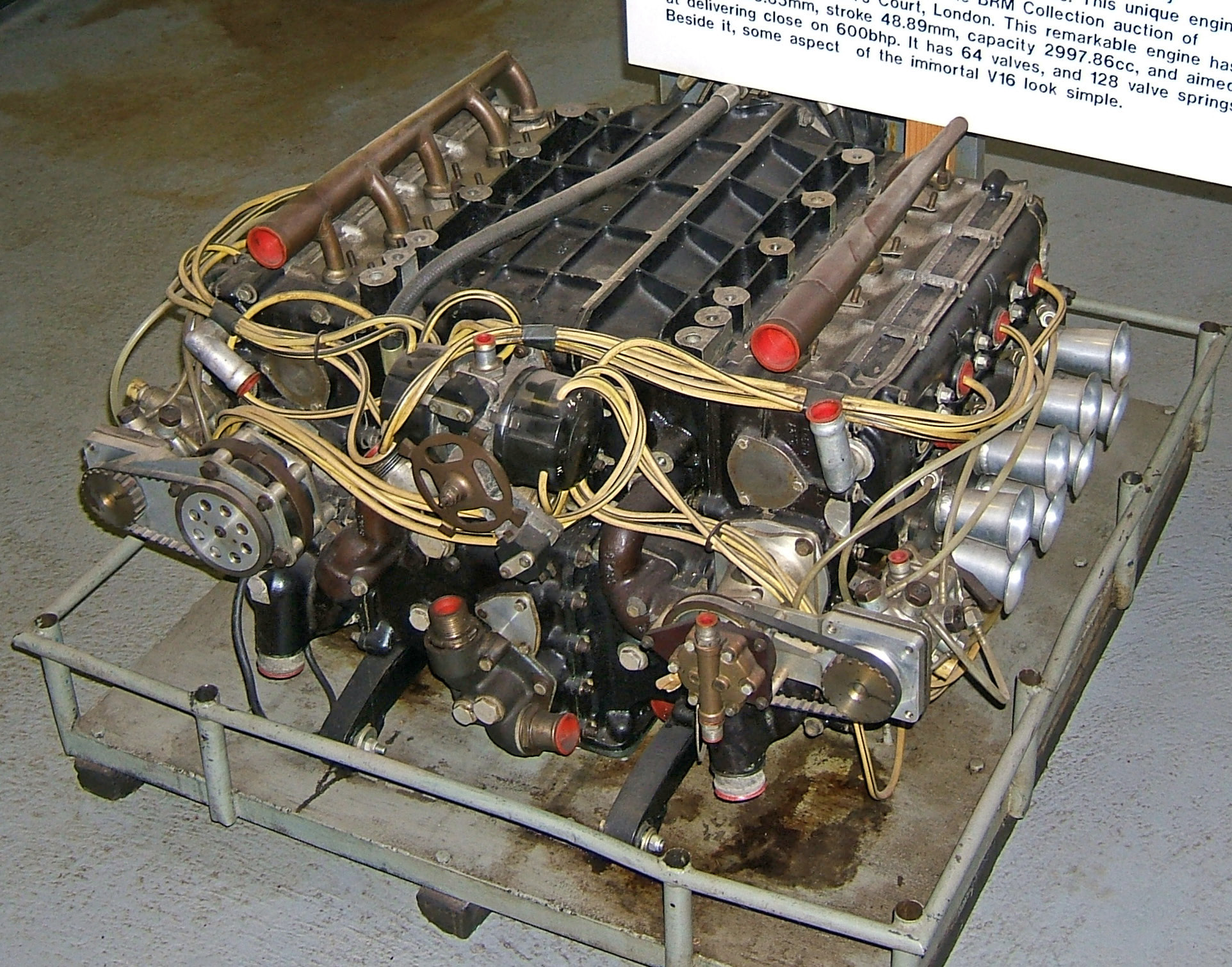
BRM H16-16-Zylinder-Motor

Der BRM P83, auch als B.R.M. P83 bezeichnet, war ein Formel-1-Rennwagen und der Einsatzwagen von British Racing Motors in der Weltmeisterschaft der Formel 1 1966 und 1967.

## Entwicklungsgeschichte und Technik
Das wesentlichste Merkmal der P83 war der Motor. Das H-16-Agreggat war ein tragendes Fahrzeugteil und trug das Getriebe und die hintere Aufhängung. Der P83 war auch der einzige BRM-Rennwagen, in dem der 16-Zylinder-Motor halbwegs erfolgreich war. Das 3-Liter-Triebwerk bestand im Grunde aus zwei Achtzylinderblöcken mit zwei Zündfolgen. Für die hohe Zylinderanzahl blieb die Motorleistung mit ca. 420 PS bescheiden. Der Motor war der Schwachpunkt dieses ansonsten in klassischer Monocoque-Bauweise konstruierten Rennwagens. Er war zu schwer und machte das Fahrzeug hecklastig, was zu Fahrwerksproblemen in schnellen Kurven führte.

## Renngeschichte
BRM baute drei Fahrgestelle, die die Bezeichnung 8301, 8302 und 8303 erhielten. Sein Debüt in der Formel-1-Weltmeisterschaft gab der Wagen beim Großen Preis von Italien 1966. Jackie Stewart fuhr Fahrgestell 8302 und fiel nach nur fünf Runden durch anhaltenden massiven Kraftstoffverlust aus. Graham Hill im Fahrgestell 8303 hatte schon in der ersten Runden einen kapitalen Motorschaden.
Zählbare Ergebnisse konnten mit dem P83 kaum erzielt werden. Das beste Resultat erzielte Jackie Stewart beim Großen Preis von Belgien 1967, wo er hinter Dan Gurney im Eagle T1G den zweiten Platz erreichte. Allerdings hatte er im Ziel mehr als eine Minute Rückstand auf den US-Amerikaner. Mike Spence, in Belgien 1967, Kanada 1967, Italien 1967 und Mexiko 1967 sowie Chris Irwin beim Großen Preis von Frankreich 1967 erreichten jeweils fünfte Plätze bei Weltmeisterschaftsläufen.
Fahrgestell 8301 wurde 1969 für die Formel 5000 umgebaut und mit einem Ford-V8-Motor ausgestattet. Im ersten Jahr der britischen Formel-5000-Meisterschaft fuhr Terry Sanger den Wagen.